# Andreas Engel (Biophysiker)

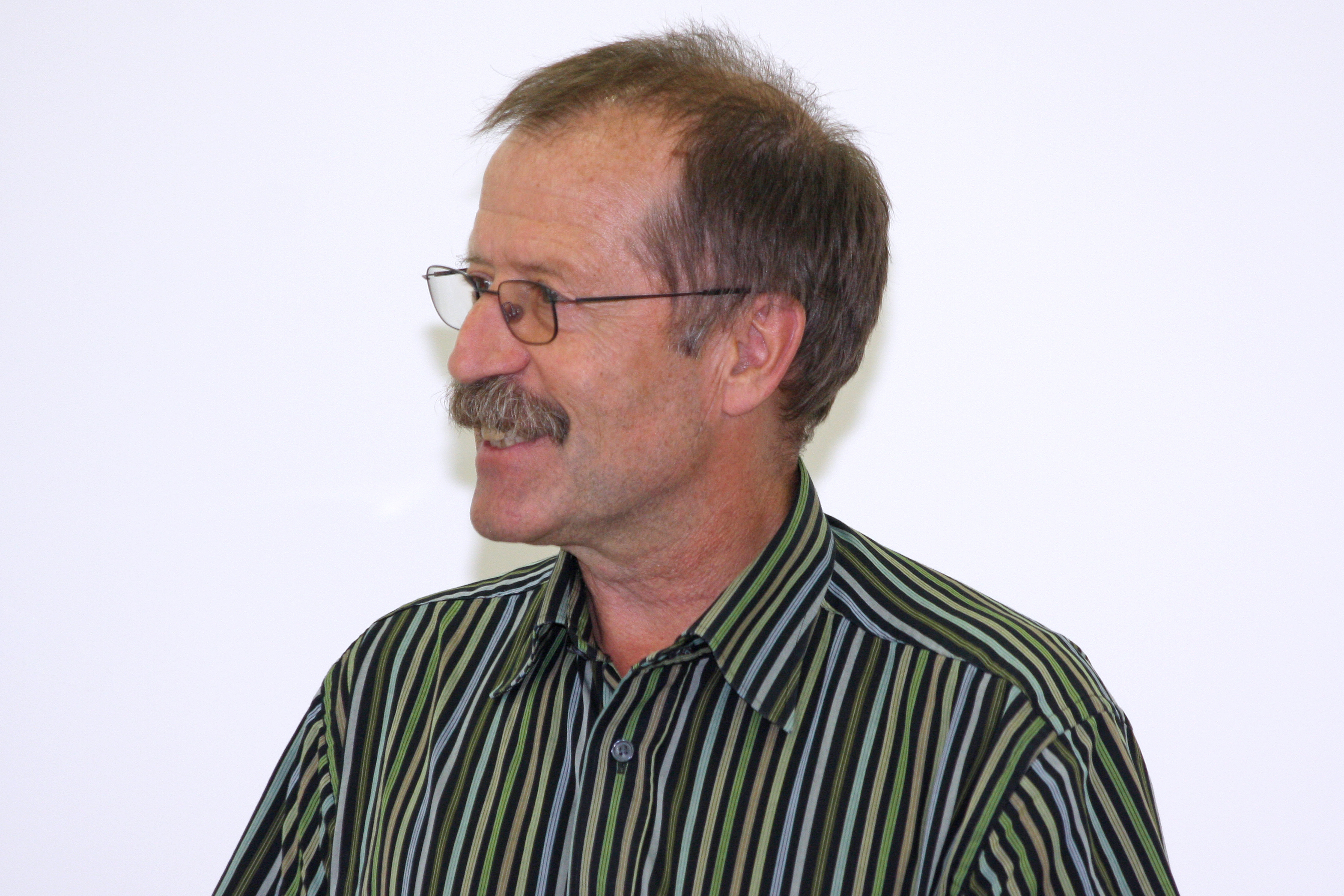
Andreas Engel (2009)

Andreas Engel (* 6. Oktober 1943 in Bern) ist ein Schweizer Strukturbiologe und Mitbegründer des Maurice E. Müller Instituts für Strukturbiologie am Biozentrum der Universität Basel.

## Leben
Andreas Engel studierte Physik und Mathematik an der Universität Bern und promovierte dort im Jahr 1972. Nach einem Aufenthalt an der Johns-Hopkins-Universität in Baltimore kam er ans Biozentrum. Dort wurde er 1986 zum Professor für Strukturbiologie berufen und begründete gemeinsam mit Ueli Aebi das Maurice E. Müller Institut für Strukturbiologie. Nach seiner Emeritierung im Jahr 2010 ging Engel an die Case Western Reserve University, um dort das Cleveland Center for Membrane and Structural Biology aufzubauen. Derzeit arbeitet er am Bionanoscience Department der Technischen Universität Delft.

## Wirken
Engel leistete Pionierarbeit in der Anwendung von Transmissions-Rasterelektronen- (STEM) und Rasterkraftmikroskopie (AFM) zur Darstellung biomolekularer Komplexe. Mit Massenmessung mittels STEM, Elektronen-Kristallographie und AFM studierte er die Struktur supramolekularer Komplexe. Bakterienhüllen sowie molekulare Maschinen virulenter Erreger waren Ziel der Analysen. Auch klärten Engel und Yoshinori Fujiyoshi zusammen mit Peter Agre die Struktur des Kanalproteins Aquaporin-1 auf. Engels Team und Krzysztof Palczewski konnten zeigen, wie Rhodopsin in der Retina angeordnet ist. Engel entwickelte zudem den ersten Studiengang in Nanowissenschaften, der viele junge Talente an die Universität Basel zog. Ähnliche Programme wurden später auch an anderen Top-Universitäten etabliert.

## Auszeichnungen
- 1991 Max-Planck-Forschungspreis
- 1996 gewähltes Mitglied der European Molecular Biology Organization
- 1999 Max Gruber Lecture, Groningen
- 2006 Karl Friederich Bonhoeffer Lecture, Göttingen
- 2006 Edmund de Rothschild Lecture, Paris
- 2012 Doctor Medicinae Honoris Causa, Universität Aarhus[7]

## Publikationen (Auswahl)
- Andreas Engel: Molecular Weight Determination by Scanning Transmission Electron Microscopy. In: Ultramicroscopy. Band 3, 1978, S. 273–281 (PMID 734784).
- Andreas Engel, Andrzej Massalski, H. Schindler, Douglas L. Dorset, Jürg P. Rosenbusch: Porin channel triplets merge into single outlets in Escherichia coli outer membranes. In: Nature. Band 317, 1985, S. 643–645 (PMID 2997617).
- Frank A. Schabert, Christian Henn, Andreas Engel: Native Escherichia coli OmpF Porin Surfaces Probed by the Atomic Force Microscopy. In: Science. Band 268, 1995, S. 92–94 (PMID 7701347).
- Kazuyoshi Murata, Kaoru Mistuoka, Terahisa Hirai, Thomas Walz, Peter Agre, J. Bernard Heymann, Andreas Engel, Yoshinori Fujiyoshi: Structural determinants of water permeation through aquaporin-1. In: Nature. Band 407, 2000, S. 599–605 (PMID 11034202).
- Dimitrios Fotiadis, Yan Liang, Slawomir Filipek, David A. Saperstein, Andreas Engel, Krzysztof Palczewski: Atomic-force microscopy: Rhodopsin dimers in native disc membranes. In: Nature. Band 421, 2003, S. 127–128 (PMID 12520290).